# Домбский, Анджей
Анджей Домбский (умер в 1734) — государственный деятель Речи Посполитой, каштелян и воевода бжесць-куявский.

## Биография
Представитель польского шляхетского рода Домбских герба «Годземба». Сын каштеляна конарско-куявского Яна Станислава Домбского (ум. 1687) и Анны Ядвиги Мясковской, дочери каштеляна сантоцкого Войцеха Мясковского. Правнук Анджея Домбского (1550—1617), каштеляна конарско-куявского, и канцлера великого коронного Вацлава Лещинского (1576—1628).
В 1697 году Анджей Домбский, избранный депутатом на элекционный сейм, поддержал кандидатуру саксонского курфюрста Августа Сильного на польский королевский престол. В 1700 году — хорунжий бжесць-куявский. Через два года, в 1702 году, был назначен старостой накловским, затем стал старостой клещельским (1709). В 1704 году стал членом Сандомирского конфедерации.
В 1712 году в своей военной карьере Анджей Домбский получил чин полковника драгунского полка. С 1714 года — подкоморий бжесць-куявский. 20 сентября 1715 года он был назначен каштеляном бжесць-куявским (эту должность он занимал в течение одиннадцати лет). В 1718 году он был назначен сенатором-резидентом. С 1726 года Анджей Домбский занимал должность воеводы бжесць-куявского.
Во время выборов в 1733 году в качестве депутата Анджей Домбский подписал Pacta conventa Станислава Лещинского.

## Владения
В 1718 году Анджей Домбский приобрел имения Смиловице и Наконово, которые в 1734 году продал его сын Юзеф Войцех. Также ему принадлежали имения Домбе и Боруцино, проданные им в 1692 году воеводе бжесць-куявскому Зигмунду Домбскому. В его собственности находились Северско, Серошево, Кузнице, Бжезе, Устроне и др.
В политике Анджей Домбский был сторонником Станислава Лещинского, с которым находился в родстве по своей бабке Барбаре Лещинской. В коронных метриках титуловался графом.

## Семья и дети
Анджей Домбский был женат на Катарине Краковской, дочери каштеляна кшивиньского Войцеха Краковского (1650—1717). Супруги имели следующих детей:
- Марцианна Домбская, жена каштеляна ковальского Юзефа Кретковского (ум. 1729)
- Мария Домбская, жена Яцека Леженского, затем Плихты
- Павел Домбский (умер в 1783), каштелян бжесць-куявский
- Казимир Юзеф Домбский (1701—1765), воевода серадзский
- Антоний Домбский, староста клещевский и бжесцский, ловчий познанский
- Юзеф Войцех Домбский (1713—1783), каштелян ковальский.